# Etheostoma cragini
Etheostoma cragini es una especie de peces de la familia Percidae en el orden de los Perciformes.

## Morfología
Los machos pueden llegar alcanzar los 6 cm de longitud total.

## Distribución geográfica
Se encuentran en Norteamérica: suroeste de Misuri, noroeste de Arkansas, Kansas, Oklahoma y Colorado.